# (6393) 1990 HM1
(6393) 1990 HM1 là một tiểu hành tinh vành đai chính. Nó được phát hiện bởi Hitoshi Shiozawa và Minoru Kizawa ở Fujieda, Shizuoka Prefecture, Nhật Bản, ngày 29 tháng 4 năm 1990.